# Stenodryas nigromaculatus
Stenodryas nigromaculatus är en skalbaggsart som först beskrevs av Gardner 1942.  Stenodryas nigromaculatus ingår i släktet Stenodryas och familjen långhorningar.
Artens utbredningsområde är:
- Laos.
- Nepal.

Inga underarter finns listade i Catalogue of Life.